# Sean Kinney
Sean Howard Kinney (* 27. května 1966, Seattle, Washington) je americký rockový bubeník, známý především jako člen skupiny Alice in Chains.

## Životopis
Na bicí začal hrát od 3 let. Zná velmi slušnou řadu muzikantů, protože začal ve skupinách hrát velmi brzo. Je znám pro svůj velký smysl pro humor. Novinářům odpovídá vtipně a nevypočitatelně, čímž jim ztěžuje práci. Většinou Jerrymu Cantrellovi dělá bicí na jeho sólových deskách.
Hraje ve skupině Alice in Chains na bicí, společně s Jerry Cantrellem, Mike Inezem, Williamem DuVall a dříve s již zesnulými Layne Staleyem a Mikem Starrem.